# Dou Dan
Dou Dan (chiń. 窦丹; pinyin Dòu Dān; ur. 20 stycznia 1993 r.) – chińska bokserka, dwukrotna mistrzyni świata, złota i srebrna medalistka mistrzostw Azji. Występowała w kategoriach od 60 do 75 kg.

## Kariera
W 2017 roku zdobyła srebrny medal na mistrzostwach Azji w Ho Chi Minh w kategorii do 64 kg. W finale przegrała z Madiną Nurszajewą z Kazachstanu 2:3. Rok później zdobyła złoty medal mistrzostw świata rozegranych w Nowym Delhi. W ćwierćfinale pokonała Szojrę Zulkajnarową z Tadżykistanu. W półfinale zaś okazała się lepsza od Simranjity Kaury z Indii. W finałowej potyczce wygrała z Ukrainką Mariją Baduliną 5:0.
Na mistrzostwach Azji w Bangkoku w 2019 roku została mistrzynią Azji w kategorii do 64 kg. Po zwycięstwie w półfinale z Miłaną Safronową z Kazachstanu wygrała w finale z Simranjit Kaur z Indii 4:1. W październiku obroniła tytuł mistrzyni świata w Ułan Ude, pokonując w finale Włoszkę Angelę Carini.